# Peter Joseph Kofler

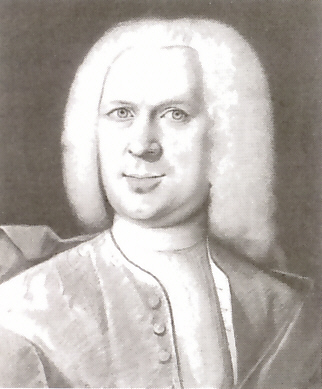
Peter Joseph Kofler, 1745

Peter Joseph Kofler, ab 1750 Edler von Kofler (* 29. Juli 1700 in Ruffrè, Südtirol; † 26. Mai 1764 in Wien) war Bürgermeister von Wien.

## Leben
Der aus Südtirol stammende Peter Joseph Kofler kam als Student nach Wien und wurde hier zum Juris utriusque Doctor promoviert. Danach war er in verschiedenen Anwaltskanzleien tätig und 1731 Beisitzer im Stadtgericht. Am 17. September 1732 leistete Kofler den Wiener Bürgereid. 1734 wurde er Urteilschreiber und war bis 1741 Stadtrichter. Von 1741 bis 1744 war Kofler das erste Mal Bürgermeister von Wien, danach wieder Stadtrichter. 1750 wurde Kofler geadelt. Als 1751 Bürgermeister Andreas Leitgeb starb, übernahm Kofler am 6. Juli dessen Amtsgeschäfte und nahm dieses Amt von 1751 bis 1764 ein weiteres Mal wahr. 1757 wurde er Regierungsrat.
Peter Joseph Kofler heiratete 1736 Flora Dominika Poli aus Rovereto, 1753 in zweiter Ehe Sophie Maria Feichtenberg. Er starb 1764 in seiner Dienstwohnung im Unterkammeramtsgebäude Am Hof 9.
1887 wurde die Koflergasse in Wien-Meidling nach dem Bürgermeister benannt. Von 1883 an hieß der heutige Ludo-Hartmann-Platz Koflerplatz, von 1901 bis 1925 Koflerpark.

## Bedeutung
Kofler übte das Amt des Wiener Bürgermeisters relativ lange aus. Er stand der Reformpolitik Maria Theresias loyal gegenüber und übte sein Amt im Sinne der niederösterreichischen Regierung vorbildlich aus. In seiner Regierungszeit wurde 1753 ein städtisches Urbar angelegt und 1754 die erste Volkszählung abgehalten, die eine Einwohnerzahl von rund 175.000 ermittelte.